# Fábio Júnior
Fábio Júnior (* 20. listopad 1977) je bývalý brazilský fotbalista.

## Reprezentační kariéra
Fábio Júnior odehrál za brazilský národní tým v letech 1998–1999 celkem 3 reprezentační.

## Statistiky
| Brazílie | Brazílie | Brazílie |
| Roky     | Záp.     | Góly     |
| -------- | -------- | -------- |
| 1998     | 1        | 0        |
| 1999     | 2        | 0        |
| Celkem   | 3        | 0        |